# Mise en couleur
 (juillet 2024).
Si vous disposez d'ouvrages ou d'articles de référence ou si vous connaissez des sites web de qualité traitant du thème abordé ici, merci de compléter l'article en donnant les références utiles à sa vérifiabilité et en les liant à la section « Notes et références ».

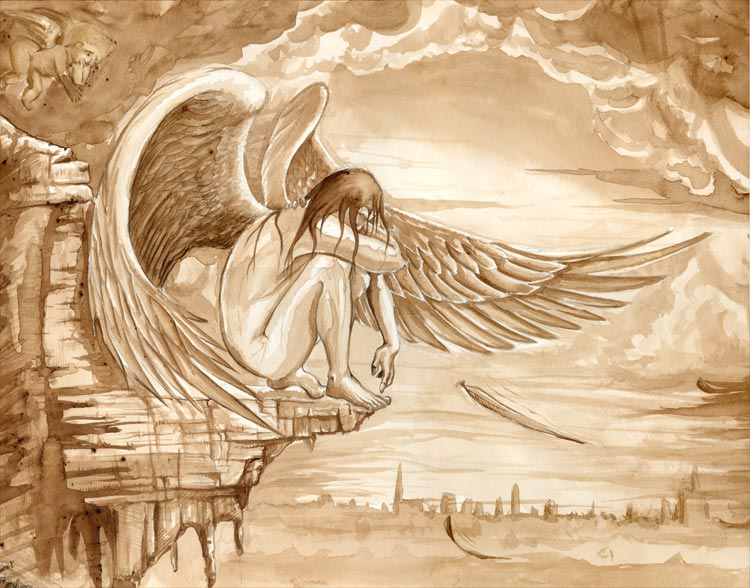
Un lavis en traditionnel.

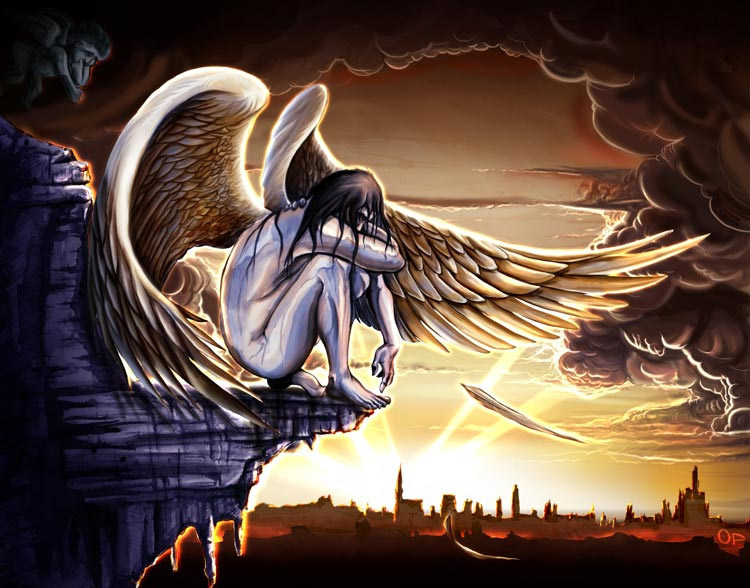
Après mise en couleur sous Photoshop.

La mise en couleur est l'action de poser des couleurs sur un dessin qui n'en a pas. On parle aussi parfois de colorisation. Elle peut se faire par les moyens traditionnels (peintures, feutres, encres et crayons de couleur, pastels) ou par informatique au moyen d'un logiciel de traitement d'images.
Souvent mentionné pour la bande dessinée, la mise en couleur concerne aussi les graphistes et illustrateurs, qui peuvent être en même temps auteurs de l'image.

## Méthode
Plusieurs méthodes permettent d'arriver au résultat final. La majorité des coloristes travaillent en trois étapes, réalisées une à la fois ou de manière continue.
La pose des aplatsCette étape définit la couleur des zones qui reçoivent une seule teinte générale.
La pose des ombresCette étape définit mieux les formes en posant des valeurs plus sombres qui ajoutent des effets de volume.
La pose des lumièresCette étape ajoute de l'éclat à l'image et aide à diriger le regard dans l'image, ainsi qu'à finir de déterminer les volumes à l'aide de valeurs plus claires.
La mise en couleur peut se faire sur calque, qu'on appelle cellulo dans le cinéma d'animation traditionnel, afin de respecter le dessin original. En informatique les « calques » sont virtuels.
Elle peut aussi se faire de manière directe, sur l'original avec ou sans respect du trait. Elle peut même le couvrir entièrement pour donner d'autres rendu. On parle alors de « painting ».
L'informatique permet de mélanger les deux. Elle encourage à transformer l'image plus radicalement en un objet colorisé, par l'élimination du tranchant du trait intérieur à une forme, par un estompage, ou par une fusion. On conserve ou non la force de graisse du trait extérieur, selon le style graphique et la nature du sujet.

## Dans la bande dessinée
La mise en couleur a beaucoup évolué avec le temps. Les techniques d'impression permettent de plus en plus de fantaisie à ses auteurs. L'informatique permet même de donner des couleurs spécifiques à l'encrage.
D'abord limitée à des aplats voire selon les pays à des tons (comme dans les anciens Comics américains) elle a aujourd'hui moins de restrictions. On peut même appliquer un ton direct afin d'obtenir des rendus spécifiques.
Aujourd'hui la plupart des mises en couleur de bande dessinée sont faites par informatique, bien qu'il existe des auteurs préférant travailler en traditionnel. C'est plus souvent le cas chez les auteurs complets.